# Elaphocera cacerensis
Elaphocera cacerensis är en skalbaggsart som beskrevs av Lopez Colon och Rodriguez Arias 1986. Elaphocera cacerensis ingår i släktet Elaphocera och familjen Melolonthidae. Inga underarter finns listade i Catalogue of Life.